# Манастир Јасеновац
Манастир Јасеновац са црквом посвећеном Рођењу Светог Јована Претече припада Епархији пакрачко-славонској Српске православне цркве. За вријеме Епископа славонског Саве (Јурића) био је сједиште Епархије славонске.

## Прошлост
Манастирска црква је саграђена 1775. године. Разорена је на почетку Другог светског рата 1941. године рукама првих јасеновачких логораша. Гаража која је била у саставу цркве била је дио Концентрационог логора Јасеновац.
Храм је обновљен и освећен 2. септембра 1984. године.
Током ратних сукоба при распаду бивше СФРЈ 1991. године црква је поново оштећена, а маја 1995. у операцији Бљесак је оскрнављена и опустошена.
Године 2000, црква је поново обновљена и тада владика славонски Сава Јурић проглашава јасеновачку цркву Рођења Светог Јована Крститеља за манастир. Игуман овог манастира био је Амфилохије Живковић.

## Слике
- На манастиру су још видна оштећења од рата, испред ограде стоји мала макета срушеног манастира
- Икона Стефана Дечанског у манастиру
- Икона Новомученика Јасеновачких
- Икона страдања у Краљеву за време другог светског рата
- Икона страдања у Дракулићу (Масакр у Дракулићу)